# Fundación Cetreros de Venezuela
Fundación Cetreros de Venezuela (fundada el 15 de noviembre de 2017 en San Fernando de Apure, Venezuela) es una organización no gubernamental sin fines de lucro promovida por practicantes del arte de la cetrería, veterinarios y ecologistas, cuyos objetivos principales son el desarrollo de iniciativas para la consolidación del arte y la ciencia de la cetrería, su promoción y el manejo de aves rapaces con responsabilidad y ética ecológica.

## Historia

### 2016
En el año 2016, los cetreros venezolanos se reunieron con la intención de organizarse y proveer al gobierno nacional de los insumos y la información necesaria para legalizar y regular la práctica de la cetrería —patrimonio cultural de la humanidad desde 2010— en el país suramericano, dar a conocer las oportunidades y beneficios que ofrece la cetrería como arte y como actividad ecológica y promover su desarrollo técnico. A tales efectos, los cetreros introdujeron ante el entonces llamado Ministerio del poder popular para el Ecosocialismo y Aguas (la autoridad en materia ambiental de Venezuela), un proyecto ecológico basado en el manejo de las aves de presa con el nombre de Cetreros de Venezuela. Cuando la autoridad ambiental hubo admitido el proyecto bajo el número 21935, procedieron a registrar y protocolizar la organización que hoy lleva por nombre Fundación Cetreros de Venezuela con siglas F. C. V. en la oficina del SAREN de San Fernando de Apure y ante el SENIAT con el número de información fiscal J-41079395-3.

### 2017
Desde el año 2017, la fundación se dedica a contactar e incorporar como miembros a los cetreros que practican esta disciplina y modalidad de caza en el territorio nacional, y a recabar información sobre las aves de presa usadas en la práctica de la cetrería en Venezuela.

### 2018

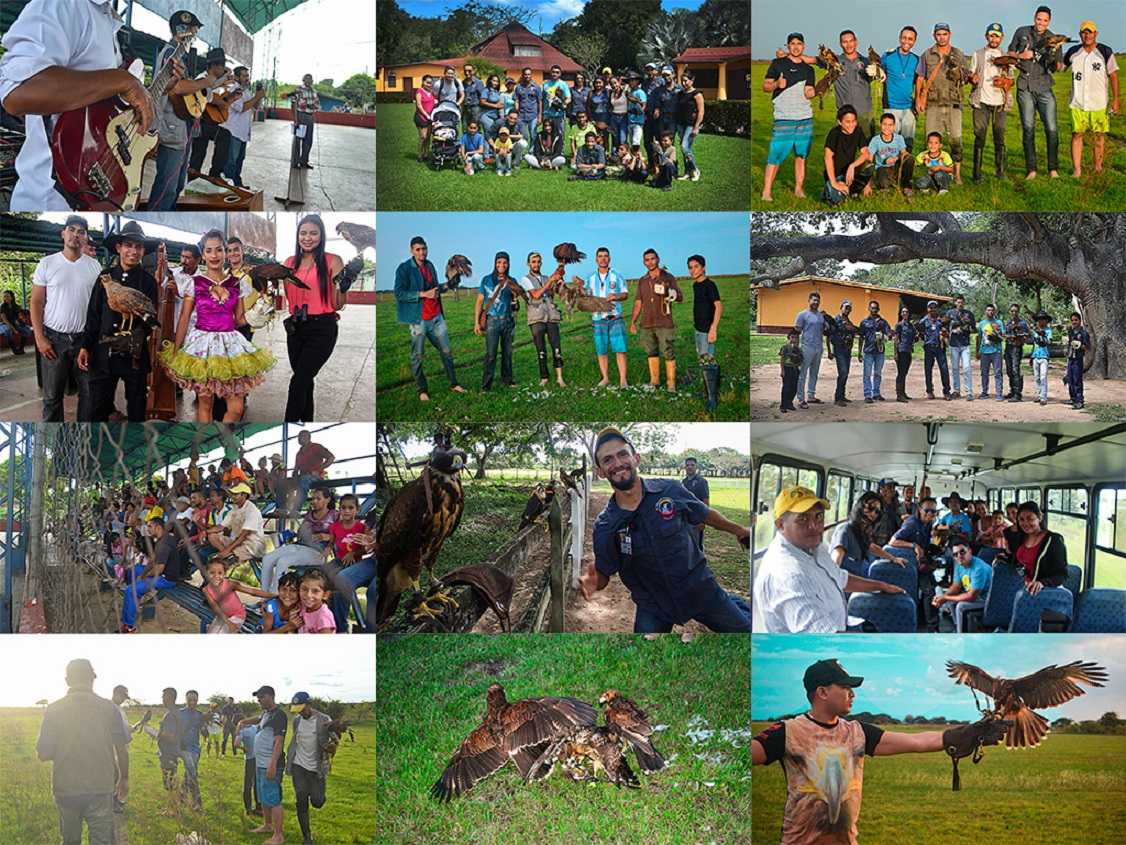
Primer encuentro nacional de cetreros de Venezuela

En enero de 2018 se agrega en el registro de Fundambiente como brigada ecológica; en octubre del mismo año se incorporó formalmente a la misión árbol en calidad de colaborador. El 3 de noviembre de 2018 se produjo la reunión entre la Fundación Cetreros de Venezuela y el ministro del poder popular para el Ecosocialismo, Heryck Rangel, en esa oportunidad la Fundación Cetreros de Venezuela presentó la propuesta de un reglamento de cetrería a la autoridad ambiental y esta se comprometió públicamente en redactar y firmar la resolución que ha de regir la práctica de la cetrería y sus actividades conexas dentro del territorio de Venezuela.
En noviembre de 2018, en el aniversario de la declaración de la cetrería como patrimonio cultural de la humanidad, tuvo lugar el primer encuentro nacional de cetreros en la localidad de Mantecal (Apure), evento en el que participó la Fundación en calidad de organizador y anfitrión. Ese mismo mes, durante la reunión anual de delegados de la IAF (International Association for Falconry) realizada en Bamberg (Alemania), la Fundación Cetreros de Venezuela fue reconocida como miembro observador de la IAF.

### 2019

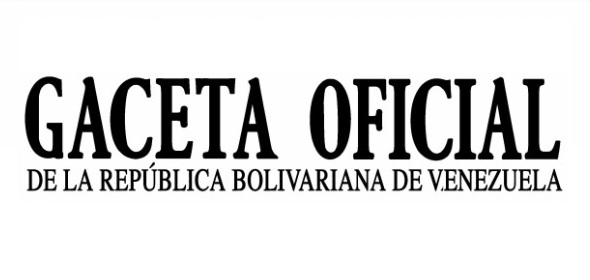
Gaceta oficial de Venezuela

En enero de 2019 los cetreros de la fundación hicieron las revisiones finales al proyecto de resolución para regir la cetrería en el país, luego en el mes de febrero, el ministro del ambiente afirmó en un programa de radio y televisión estar listo para firmar la ley correspondiente. El 20 de marzo de 2019, se firmó la resolución 686, la ley de cetrería que entraría en vigencia en el territorio nacional.

### 2020
En diciembre de 2020, luego de más de un año de revisión por parte del Ministerio del Poder Popular para el Ecosocialismo, la autoridad ambiental venezolana firmó la providencia 00036 que autoriza a la fundación a instalar un centro de cría en cautiverio de aves rapaces para su uso en cetrería.

## Reconocimientos
- Miembro honorífico de la Federación Mexicana de Halconería (2017).
- Reconocimiento por el aporte al arte de la cetrería de la Asociación Española de Cetrería y Conservación de Aves de Presa (2018).[7]
- Reconocimiento por la conservación de las rapaces y la consolidación del arte de la cetrería de la Asociación de Cetrería del Nordeste del Brasil (2018).[7]
- Miembro en calidad de observador de la International Association for Falconry (2018).[11]